# 沃恩 (蒙大拿州)
沃恩（英語：Vaughn）是位於美國蒙大拿州喀斯喀特縣的普查規定居民點。

## 歷史
沃恩的郵局自1911年營運至今。

## 人口
根據2020年美國人口普查的數據，沃恩的面積為9.26平方千米，皆為陸地。當地共有人口737人，而人口密度為每平方千米79.59人。